# ASC 1846 Göttingen (basquetebol)
O Allgemeiner Sport-Club Göttingen von 1846 e. V., também conhecido como ASC 1846 Göttingen é um clube de basquetebol baseado em Gotinga, Alemanha que atualmente disputa a Liga Regional Sudeste, correspondente à quarta divisão do país. Manda seus jogos no Sporthalle Hainberg e teve uma história vitorioso a nível federal no início dos anos 80 conquistando  a Bundesliga em 1980, 1983 e 1984 e a Copa da Alemanha em 1984 e 1985.

## Histórico de Temporadas
| Temporada | Nível | Liga           | Pos. | Resultado |
| --------- | ----- | -------------- | ---- | --------- |
| 2008-09   | 5     | 2.Regionalliga | 3º   |           |
| 2009-10   | 5     | 2.Regionalliga | 2º   | Promovido |
| 2010-11   | 4     | Regionalliga   | 8º   |           |
| 2011-12   | 4     | Regionalliga   | 5º   |           |
| 2012-13   | 4     | Regionalliga   | 10º  |           |
| 2013-14   | 4     | Regionalliga   | 8º   |           |
| 2014–15   | 4     | Regionalliga   | 7º   |           |
| 2015–16   | 4     | Regionalliga   | 11º  | Rebaixado |
| 2016–17   | 5     | 2.Regionalliga | 3º   | Promovido |
| 2017-18   | 4     | Regionalliga   | 7º   |           |
| 2018-19   | 4     | Regionalliga   | 2º   |           |

fonte:eurobasket

## Títulos

### BBL
- Campeão (3): 1979-80, 1982-83, 1983-84

### Copa da Alemanha
- Campeão (2): 1984, 1985